# Полуостров
Полуостровът е част от сушата, която е вдадена навътре във воден басейн – океан, море, залив или езеро. Това е условно понятие. Полуостровите са определени от географите и не всяка суша, която отговаря на определението, се счита за полуостров. По големина могат да са огромни (такива, които определят формите на континентите), както и съвсем малки. Брегова линия с много полуострови се нарича разчленена, а тази, която няма такива, е права или неутрална.

## Връзка със сушата
Връзката със сушата е най-деликатният въпрос, когато се говори за полуостров. Тя може да бъде широка (дори по-широка от самия полуостров, както е при Индостан) или много тясна (Пелопонес, Малакски полуостров, Гоахира). Тесните връзки се наричат провлаци.
Теоретично се приема, че граница между полуострова и континента е правата линия, която свързва най-дълбоките части на ограждащите го водни басейни. Този принцип обаче не може да се приложи навсякъде. В други случаи тя минава през най-тясната част на провлака. Има и трети начин за определянето ѝ и той е най-научно издържан – когато за такава се приема линия, която е обособена от самата природа. В това отношение пример е Балканският полуостров. През повечето време неговата граница минава по реките Дунав, Сава и Соча. Границата на Пиренейския полуостров върви по вододелното било на Пиренеите, което не е права линия.

## Произход
Според произхода има две групи полуострови:
- образувани поради отдръпването или издигането на нивото на световния океан – те са тектонски и геоложки свързани със сушата и представляват нейно логично продължение (тук са най-големите полуострови на Земята).
- образувани под въздействието на екзогенни процеси (най-вече акумулация) – натрупване на пясък от вълните създава форми като коса и томболо.[3]

Изключение и от двете групи са тези полуострови, които са създадени от тектонските процеси, но не са геоложки свързани с континента, на който принадлежат. Това са Арабският полуостров и Индостан – части от някогашния палеоконтинент Гондвана, но откъснати от съвременна Африка и станали част от Азия.

## Характеристики
За разлика от островите, чиято площ може да се изчисли с голяма точност, при полуостровите не е така. Причината е в условната граница. Въпреки това хората имат нужда да знаят това, за да определят например кой е най-големият полуостров на Земята. Без съмнение това е Арабският полуостров (въпреки че площта му се изчислява различно).
Полуостровите имат също ширина и дълбочина. Ширината се определя от разстоянието между брегове в най-широката му част. Дълбочина е разстоянието от границата с континента до най-отдалечената точка навътре във водния басейн. Колкото са по-дълбоки, отколкото широки, толкова полуостровите са по-добре изявени.

### Най-големи полуострови (по World Atlas)[4]
| Полуостров   | Площ (в кв. км) | Площ (в кв. км) |
| ------------ | --------------- | --------------- |
| Арабски      | 3 237 000       |                 |
| Индостан     | 2 072 000       |                 |
| Индокитай    | 1 938 000       |                 |
| Сомалийски   | 1 883 000       |                 |
| Аляска       | 1 500 000       |                 |
| Лабрадор     | 1 400 000       |                 |
| Скандинавски | 750 000         |                 |
| Балкански    | 667 000         |                 |
| Пиренейски   | 582 000         |                 |
| Корейски     | 221 000         |                 |
| Флорида      | 170 300         |                 |

## По-известни полуострови

### Азиатски полуострови
- Арабски полуостров (най-големия полуостров в света)
- Камчатка
- Индостан
- Корейски полуостров
- Индокитай
- Чукотка
- Таймир

### Европейски полуострови
В Европа най-големите полуострови са:
- Балканският полуостров,
- Апенинският полуостров,
- Пиренейският полуостров
- Скандинавският полуостров.

### Северноамерикански полуострови
- Долна Калифорния, Мексико
- Лабрадор, Канада
- Санфранцискански полуостров, САЩ
- Юкатан, Мексико